# Římskokatolická církev Nového Zélandu

Římskokatolická katedrála svatého Josefa v Dunedinu

Římskokatolická církev na Novém Zélandu je součástí všeobecné církve na území Nového Zélandu, pod vedením papeže a místních biskupů sdružených do Novozélandské biskupské konference. Papež je na Novém Zélandu zastupován apoštolským nunciem ve Wellingtonu; Cookovy ostrovy mají zvláštní nunciaturu, které je ovšem obsazena novozélandským nunciem. Na Novém Zélandu žije přibližně 470 000 pokřtěných katolíků, asi 12 % populace.

## Organizační struktura římskokatolické církve v Austrálii
Novozélandská konference katolických biskupů má v čele kardinála Johna Dewa.
V kardinálském kolegiu je Nový Zéland zastoupen dvěma členy, z nichž je volitelem pouze kardinál Dew:
- John Atcherley kardinál Dew (kardinál-kněz, arcibiskup wellingtonský)
- Thomas Stafford kardinál Williams (kardinál-kněz, emeritní arcibiskup wellingtonský).

Nový Zéland tvoří jedinou církevní provincii, do níž je začleněno 6 diecézí:
- Arcidiecéze wellingtonská
  - Diecéze Auckland
  - Diecéze Christchurch
  - Diecéze Dunedin
  - Diecéze Hamilton na Novém Zélandu
  - Diecéze Severní Palmerston

Na Novém Zélandu je také činný Vojenský ordinariát Nového Zélandu.
Cookovy ostrovy a ostrov Niue, které jsou pod novozélandskou suverenitou, vytváří
- Diecézi Rarotonga, která je sufragánní k Arcidiecézi Suva sídlící na Fidži.

Na Tokelau se nachází
- Misie sui iuris na Tokelau.